# Adobe Dreamweaver
Adobe Dreamweaver is een uitgebreide wysiwyg-editor voor HTML en andere webtalen zoals PHP, JavaScript, CSS, CFML (ColdFusion), ASP, XSLT en XML. Dreamweaver wordt gebruikt door webontwikkelaars voor het ontwerpen van websites. Het werd ontwikkeld door het bedrijf Macromedia, dat later overgenomen werd door Adobe.

## Functionaliteit
- 'Reference panel': een paneel van het programma waar naslagwerken gemaakt door professionals beschikbaar worden gesteld.
- De panelen en functies kunnen aangepast worden aan de wensen van de gebruiker.
- Het is mogelijk inlogformulieren te maken met PHP met behulp van Behaviors (wizards).

### Ondersteunde programmeertalen
Met de opname in de Adobe Creative Suite en later de Creative Cloud ondersteunt Dreamweaver meer programmeertalen. Het bevat nu onder andere ondersteuning voor ActionScript, ASP, C#, CSS, Java, JavaScript, PHP, MySQL en Visual Basic.

### Technisch
Scripten worden gehighlight en ingebouwde PHP-bibliotheek waarschuwt bij fouten. De verschillende modes (code/gedeeld/ontwerp) zijn typerend voor Dreamweaver en staan toe de HTML-code aan te passen (in de Code-weergave) en deze vervolgens te bekijken in de Ontwerpmodus. Veel ingewikkelde HTML-componenten zoals tabellen, formulieren en opmaak worden bijna altijd gedaan in Ontwerpmodus. Scripten, aanpassingen en tags toevoegen doet men vrijwel altijd in codemodus.

### Bestandsformaten
Het programma bevat een uitgebreide ondersteuning voor het verwerken en bewerken van diverse bestandsformaten, zoals Flash-bestanden gemaakt met het (ook door Adobe ontwikkelde) programma Flash Professional. Als men het hele pakket aan webdesignersoftware van Adobe (de Creative Suite-pakketten bijvoorbeeld) gebruikt zijn er enkele functies beschikbaar om de andere software uit dit pakket te gebruiken.

### Rechtstreeks publiceren
In Dreamweaver is een ingebouwde FTP-functie beschikbaar om bestanden rechtstreeks te kunnen publiceren. Normaal gesproken zou men een apart FTP-programma nodig hebben om een website te uploaden. De ingebouwde FTP-functie kan de website direct op de server zetten zonder dat men er omkijken naar heeft. De ingebouwde FTP-functie kan ook net als bijvoorbeeld FileZilla gebruikt worden als bestandsbeheerder. Dan is het dus mogelijk niet alleen de website te plaatsen maar ook andere bestanden die buiten de root van Dreamweaver vallen.

## Geschiedenis
- Dreamweaver 1.0 (1997)
- Dreamweaver 1.2 (1998)
- Dreamweaver 2.0 (1998)
- Dreamweaver 3.0 (1999)
- Dreamweaver UltraDev 1.0 (2000)
- Dreamweaver 4 (2000)
- Dreamweaver UltraDev 4.0 (2000)
- Dreamweaver MX (2002) (versie 6)
- Dreamweaver MX 2004 (2003) (versie 7)
- Dreamweaver 8 CS2(2005)
- Dreamweaver CS3 (2007)
- Dreamweaver CS4 (2008)
- Dreamweaver CS5 (2010)
- Dreamweaver CS5.5 (2011)
- Dreamweaver CS6 (2012)
- Dreamweaver CC (2013)
- Dreamweaver CC 2014 (2014)
- Dreamweaver CC 2015 (2015)
- Dreamweaver CC 2017 (2017)
- Dreamweaver CC 2018 (2018)
- Dreamweaver CC 2019 (2019)